# Голіна (Старгардський повіт)
Голіна (пол. Golina, нім. Gollin) — село в Польщі, у гміні Старгард Старгардського повіту Західнопоморського воєводства.
Населення — 113 осіб (2011).

## Демографія
Демографічна структура станом на 31 березня 2011 року:
|          | Загалом | Допрацездатний вік | Працездатний вік | Постпрацездатний вік |
| -------- | ------- | ------------------ | ---------------- | -------------------- |
| Чоловіки | 53      | 20                 | 31               | 2                    |
| Жінки    | 60      | 16                 | 35               | 9                    |
| Разом    | 113     | 36                 | 66               | 11                   |